# Kegelberg

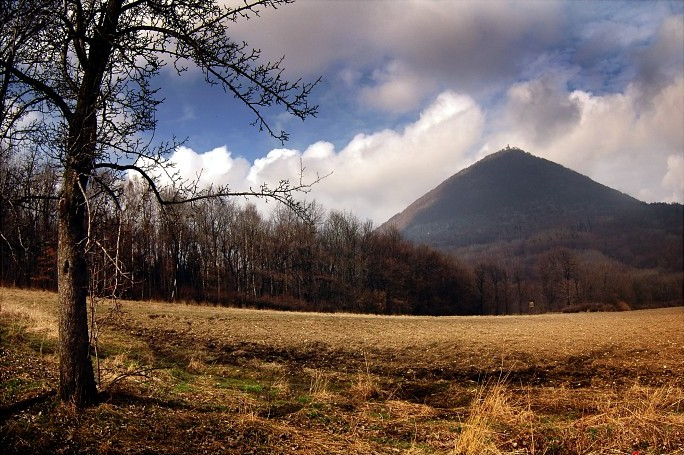
Milešovka, Böhmisches Mittelgebirge

Als Kegelberg wird ein Berg mit ausgeprägter Kegelform bezeichnet. Kegelberge stehen meist isoliert oder nur am Fuße mit anderen Bergen zusammen. Sie sind oft vulkanischen Ursprungs.
Kegelberge können verschiedene Formen haben und sind nicht zwingend geometrische geformte Kegel, sie können auch turmförmig sein oder in der Flanke einen Knick haben. Im Idealfall haben sie jedoch eine kreisförmige Basis mit gleichmäßigen, bis über 30° steilen Hangneigungen. Typische Kegelberge finden sich in allen vulkanisch geformten Gebieten der Welt, wie dem Böhmischen Mittelgebirge, der Rhön oder dem Französischen Zentralmassiv.

## Begriff
Der Kegelberg als geomorphologischer Begriff ist durch Goethe und von Geologen seiner Zeit geprägt worden. Sie sind dabei von ihren Naturbeobachtungen meist basaltischer oder phonolithischer Massen in der Form eines mathematischen Kegels geleitet worden. Auf diese Weise gelangte der Begriff in die frühe geologische Fachliteratur.

Die erste systematische geologische Kartierung des Königreich Sachsens, angeregt und begonnen durch Abraham Gottlob Werner, beschreibt in späteren Arbeiten zahlreiche Berge vulkanischen bzw. subvulkanischen Ursprungs als Kegel und Kegelberg. Konkret führt dazu Carl Friedrich Naumann in den Erläuterungen zu Section VII der geognostischen Charte des Königreiches Sachsen und der angränzenden Länderabtheilungen aus: Die gewöhnliche Gestalt der Basalt- und Phonolithberge ist im Allgemeinen so wunderbar gleichförmig, dass man oft schon aus grosser Entfernung dieselben erkennen kann. Es sind Kegel. Von dieser Normalform finden freilich mancherlei Abweichungen statt; die runde Basis dehnt sich in die Länge, die Spitze gestaltet sich zum Felsenkamm oder Rücken, ...die meisten Formen aber lassen sich auf die Kegel- oder Kugelsegment-Form wenigstens zurückführen. ...Flache Bergrücken sind dann an einander gereiht, aus denen nur einzelne ganz selbständig erscheinende Basalt- oder Phonolith-Kegel aufragen.
In diesem Werk, das von Naumann erstellt und durch Bernhard Cotta bearbeitet wurde, sind die wesentlichsten Erhebungen im Bereich des beschriebenen Kartenblattes aufgezählt, so beispielsweise: 33. Der Mittenberg, ein Kegelberg in der Mitte zwischen Tollenstein, Schönfeld und Neuhütte; Gestein grobsplittrig, mit grauen Feldspathkrystallen.
Heute wird Kegel oder Kegelberg überwiegend als morphologischer Begriff in der Geografie für einen steilhängigen Einzelberg verwendet, weil die Geologie Kegelberge nicht nur in Zusammenhängen mit vulkanischen Entstehungsprozessen betrachtet und beschreibt.

## Entstehungsarten

### Vulkankegel

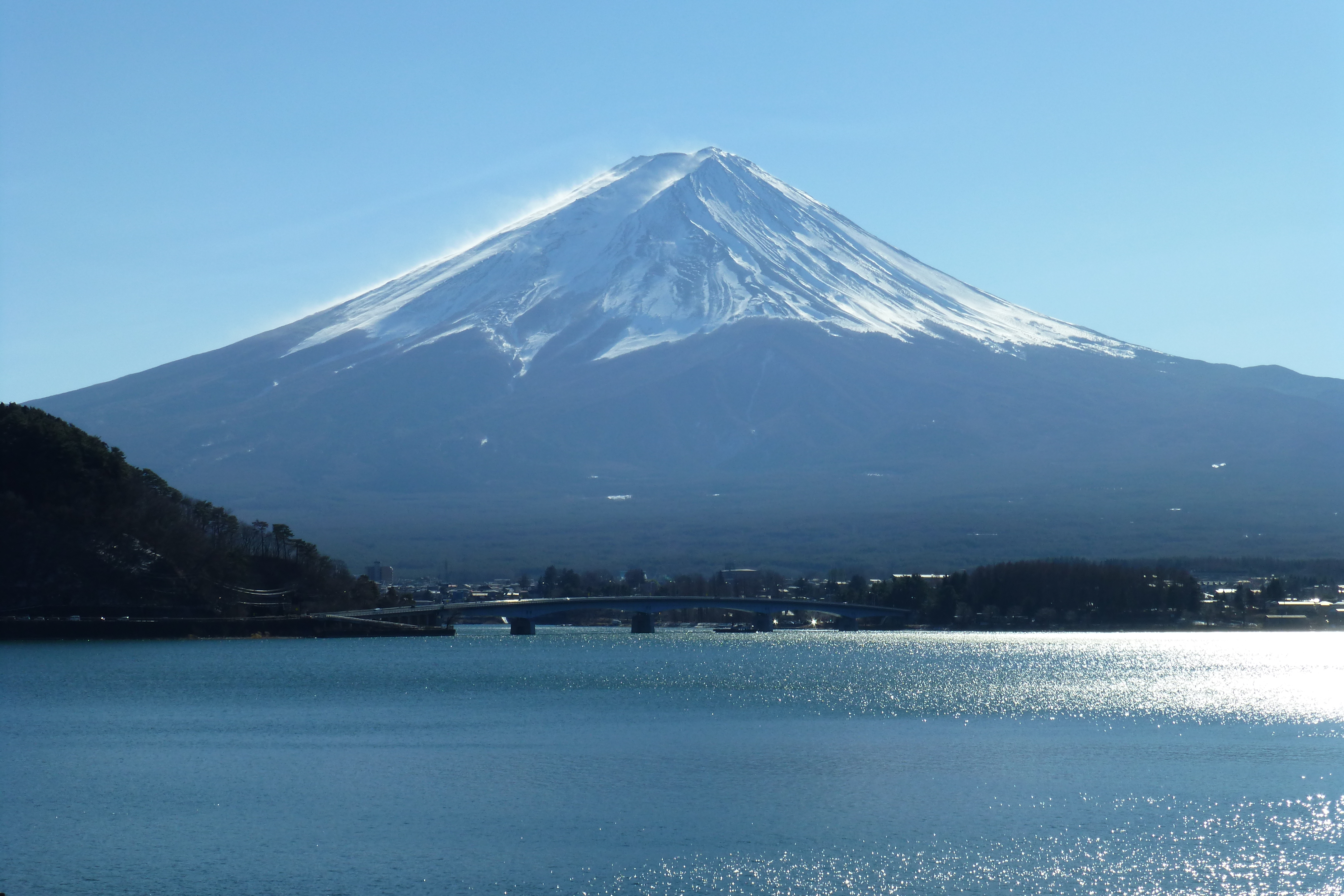
Fujisan, Japan

Alle Schichtvulkane und auch Schildvulkane haben die Tendenz, an der Oberfläche Kegel zu bilden. Wobei die Schichtvulkane die steileren Flanken bilden können, dagegen können die Schildvulkane nur sehr flache Kegel ausbilden. Dies, weil beim Schichtvulkan hauptsächlich das feste Auswurfmaterial 
den Berg aufbaut, während beim Schildvulkan dies eher das flüssige Material tut.
Baut sich der Vulkankegel überwiegend aus ausgeworfenem, pyroklastischem Material auf, entstehen Schlacken- und Aschenkegel, die meist nur eine Höhe von wenigen hundert Meter haben.
Im Laufe der Zeit nach mehreren Ausbrüchen entsteht ein Schüttkegel mit dem Ausbruchsmaterial. Dies hat zur Folge, dass sich der Auswurf radial abnehmend um den Krater ablagert. Es lagert sich in Vulkannähe eine stärkere Schicht ab als entfernt, daher wächst der Vulkan in der Nähe des Kraters schneller. So ist die Hangneigung sowohl abhängig von dem Reibungswinkel, mit dem der Berg aufgebaut wird als auch der Verwitterungsgeschwindigkeit, mit der der Berg abgetragen wird. Der Reibungswinkel ist auch von der Zusammensetzung der Lava, derer Zähflüssigkeit und Erstarrungsgeschwindigkeit, so wie der Auswurfmenge an Lockermasse abhängig.
Viele Vulkane neigen zu Nebenkratern. Es bilden sich also an den Flanken neue Auswurföffnungen, wodurch nur einseitig neues Material auf den Berg aufgetragen wird. Dadurch haben diese Berge auch keine ideale Kegelform mehr. Nur bei stabilen Zentralkratern ist eine Ausbildung eines fast kegelförmigen Berges möglich. Viele Vulkane sind daher nur aus einer Blickrichtung geometrische Kegel, während sie von der Seite her gesehen eine unregelmäßigere Form haben oder Aufwölbungen sein können.

### Karstkegel

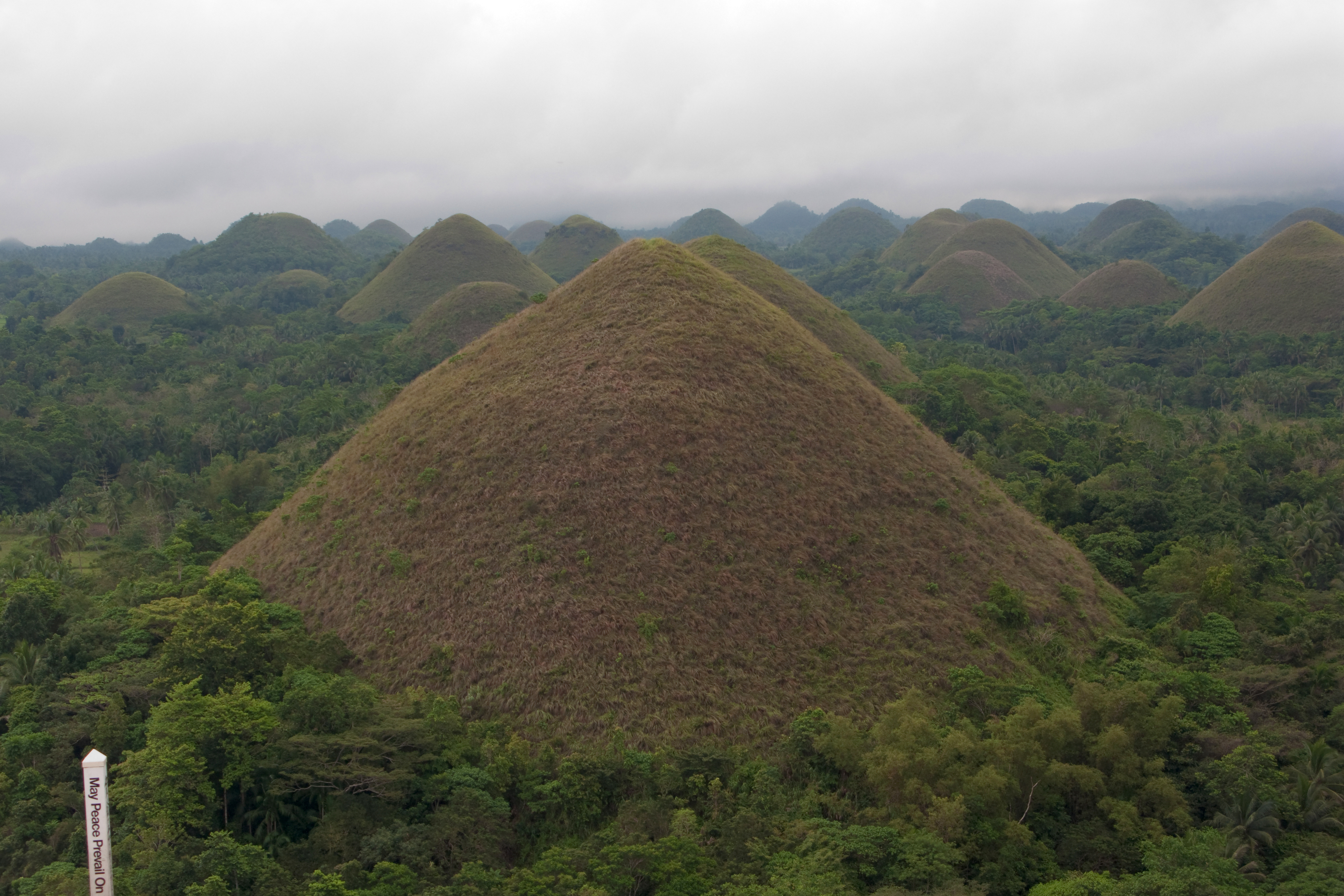
Chocolate Hills, Philippinen

Auch im tropischen Karst können sich Kegelberge bilden. Ein typisches Beispiel nicht vulkanischer Kegelberge sind die Chocolate Hills in Bohol auf den Philippinen.

### Erosion als Ursache
In so gut wie allen Gebirgsregionen können sich durch Abtragungsvorgänge (Erosion) auch kegelförmige Berge bilden, diese sind aber oft nicht allein stehend. Die Ursache dafür ist meist ein mäandrierender Fluss oder ein Zwangsmäander, der sich tief in ein Plateau eingeschnitten hat. Die dabei entstehenden Umlaufberge können durchaus kegelförmig sein.

### Künstliche Formen

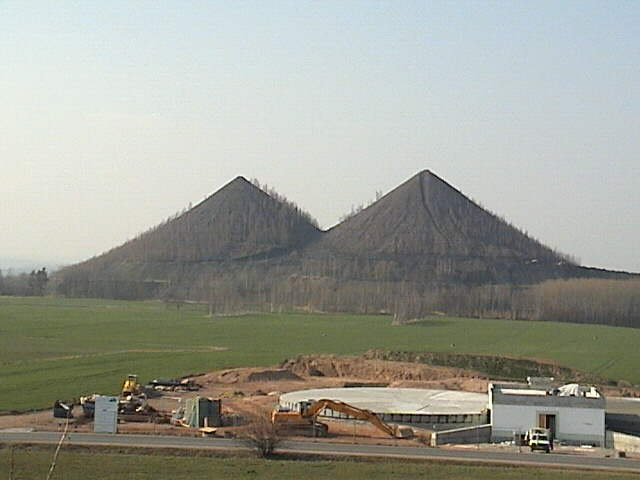
Ehemalige Spitzkegelhalden der Wismut in Thüringen

Auch künstlich aufgeschüttet Berge und Hügel haben die Tendenz, sich kegelförmig auszubilden. Auch solche künstlichen Berge sind freistehend und würden die Hauptvoraussetzung erfüllen, als Kegelberg bezeichnet zu werden. Als künstliche Objekte gelten sie aber als Halden und nicht als Berge.